# پالفیسگ
پالفیسگ (به مجاری:  Pálfiszeg) یک منطقهٔ مسکونی در مجارستان است که در زالا واقع شده‌است.